# پیتر شیربا
پیتر شیربا (انگلیسی: Peter Schyrba؛ زادهٔ ۱۷ اکتبر ۱۹۸۰) بازیکن فوتبال اهل آلمان است.
از باشگاه‌هایی که در آن بازی کرده‌است می‌توان به باشگاه فوتبال هولشتاین کیل، باشگاه فوتبال هانزا روستوک، و باشگاه فوتبال دویسبورگ اشاره کرد.